# Los Milionos
Los Milionos (stylizowany zapis LOS MILIONOS) – gra prowadzona przez Totalizator Sportowy. W grze biorą udział kupony zawierające wielocyfrowy numer. Losowania zwycięskich numerów odbywają się w siedzibie Totalizatora Sportowego, a wyniki ogłaszane są w Studiu Lotto oraz na stronie internetowej Lotto. W Los Milionos można wygrać 2 nagrody po 1 000 000 zł, 6 wygranych po 100 000 zł lub 24 000 wygranych po 100 zł. 
Jeden zakład Los Milionos kosztuje 10 zł.
Ostatnie dotychczasowe losowanie loterii odbyło się 14 lutego 2012. Obecnie kolejne edycje tej loterii nie są organizowane.

## Dotychczasowe losowania
| Numer losowania | Data             | Okazja        |
| --------------- | ---------------- | ------------- |
| I               | 31 grudnia 2008  | Sylwester     |
| II              | 11 kwietnia 2009 | Wielka Sobota |
| III             | 31 grudnia 2009  | Sylwester     |
| IV              | 26 maja 2010     | Dzień Matki   |
| V               | 1 stycznia 2011  | Nowy Rok      |
| VI              | 1 stycznia 2012  | Nowy Rok      |
| VII             | 14 lutego 2012   | Walentynki    |

## Prawdopodobieństwo wygranej
| Wartość nagrody | Szansa wygranej |
| --------------- | --------------- |
| 1 000 000 zł    | 1:500 000       |
| 100 000 zł      | 1:166 667       |
| 100 zł          | 1:42            |